# Arabayona de Mógica
Arabayona de Mógica es un municipio y localidad española de la provincia de Salamanca, en la comunidad autónoma de Castilla y León. Se integra dentro de la comarca de Las Villas. Pertenece al partido judicial de Peñaranda y a la Mancomunidad Zona de Cantalapiedra y Las Villas.
Su término municipal está formado por un solo núcleo de población, ocupa una superficie total de 23,26 km² y según los datos demográficos recogidos en el padrón municipal elaborado por el INE en el año 2017, cuenta con una población de 380 habitantes.

## Historia

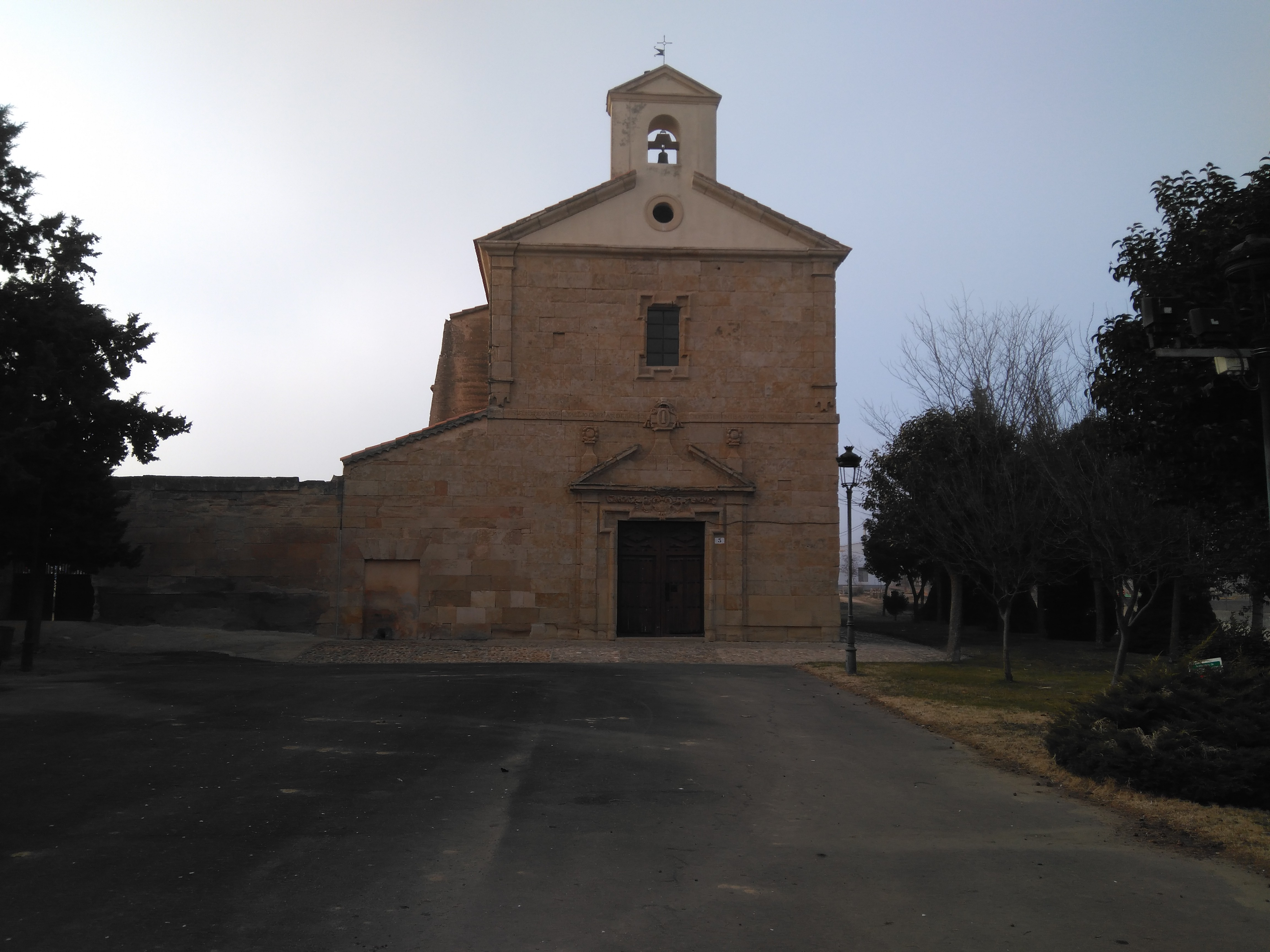
Ermita del Santo Cristo de Hornillos.

El origen del pueblo se data en la Alta Edad Media, siendo repoblada por los reyes leoneses que le dieron el nombre de Forniellos, con el que constaba en el siglo XIII, del que derivó a "Hornillos", denominación que tuvo antes de pasar a nombrarse de Arabayona de Mógica. Posteriormente se llamó Arabayona simplemente y en los años 90 adoptó el nombre actual.
Durante la Edad Media Forniellos pertenecía al cuarto de Villoria, dentro del arcedianato de Salamanca, formando parte del Reino de León, en el que siguió encuadrado al integrarse en la provincia de Salamanca, formando parte del obispado salmantino.

## Geografía humana

### Demografía
Cuenta con una población de 325 habitantes (INE 2024).
| Gráfica de evolución demográfica de Arabayona de Mógica entre 1842 y 2021 |
| |
| Población de derecho según los censos de población del INE Población de hecho según los censos de población del INEEn estos censos se denominaba Arabayona de Mojica ú Hornillos: 1877, 1887, 1897, 1900 y 1910 En estos censos se denominaba Arabayona: 1920, 1930, 1940, 1950, 1960, 1970, 1981 y 1991 |

### Economía
Considerado uno de los más importantes lugares de producción de patatas, tanto para el consumo en el hogar como para la venta nacional e internacional. Existencia de mercados dedicados a ello en la localidad

## Cultura

### Fiestas
- Siguiente fin de semana al día de Nuestra Señora (suele ser el penúltimo fin de semana de agosto)
- Romería del Santísimo Cristo de Hornillos, el último fin de semana de octubre y el lunes y martes siguiente. Son cinco días de fiesta con diferentes actividades, tanto para jóvenes como mayores: verbenas, juegos, atracciones y, cómo no, actividades en torno al Cristo de Hornillos.

### Deportes
El ilustre equipo de Arabayona es el Hornillos F.C. Actualmente participa activamente en los trofeos provinciales de la Diputación de Salamanca. El récord municipal es el campeonato de la Mancomunidad de las Villas del año 2006 en Fútbol 7 contra el Cantalapiedra C.F , y el subcampeonato en el trofeo diputación de fútbol 7 del año 2008 perdiendo en la final contra el Real Castillejo de Martín Viejo.[cita requerida]

## Administración y política
| Partido político                         | 2019  | 2019  | 2019       | 2015  | 2015  | 2015       | 2011  | 2011  | 2011       | 2007  | 2007  | 2007       | 2003  | 2003  | 2003       |
| Partido político                         | %     | Votos | Concejales | %     | Votos | Concejales | %     | Votos | Concejales | %     | Votos | Concejales | %     | Votos | Concejales |
| Partido Popular (PP)                     | 45,08 | 119   | 3          | 38,49 | 112   | 3          | 46,73 | 157   | 4          | 55,22 | 185   | 4          | 61,32 | 214   | 4          |
| Partido Socialista Obrero Español (PSOE) | 42,80 | 113   | 3          | 45,70 | 133   | 3          | 21,13 | 71    | 1          | 42,69 | 143   | 3          | 37,25 | 130   | 3          |
| Ciudadanos (CS)                          | 11,36 | 30    | 1          | 14,43 | 42    | 1          | —     | —     | —          | —     | —     | —          | —     | —     | —          |
| Coalición SI por Salamanca (SI)          | —     | —     | —          | —     | —     | —          | 31,25 | 105   | 2          | —     | —     | —          | —     | —     | —          |